# Neuville-en-Ferrain
Pour les articles homonymes, voir Neuville.
Neuville-en-Ferrain est une commune française située dans le département du Nord, en région Hauts-de-France. Elle fait partie de la Métropole européenne de Lille.

## Géographie

### Localisation
Commune frontalière avec la Belgique (ville de Mouscron et Menin (section Rekkem) et, en France, limitrophe d'Halluin, Roncq et Tourcoing.

### Communes limitrophes
| Halluin | Menin ( Belgique)   | Mouscron ( Belgique) |
| Roncq   | Neuville-en-Ferrain |                      |
|         | Tourcoing           |                      |

### Hydrographie

#### Réseau hydrographique
La commune est située dans le bassin Artois-Picardie. Elle est drainée par la Becque de Neuville et le Pape,,.

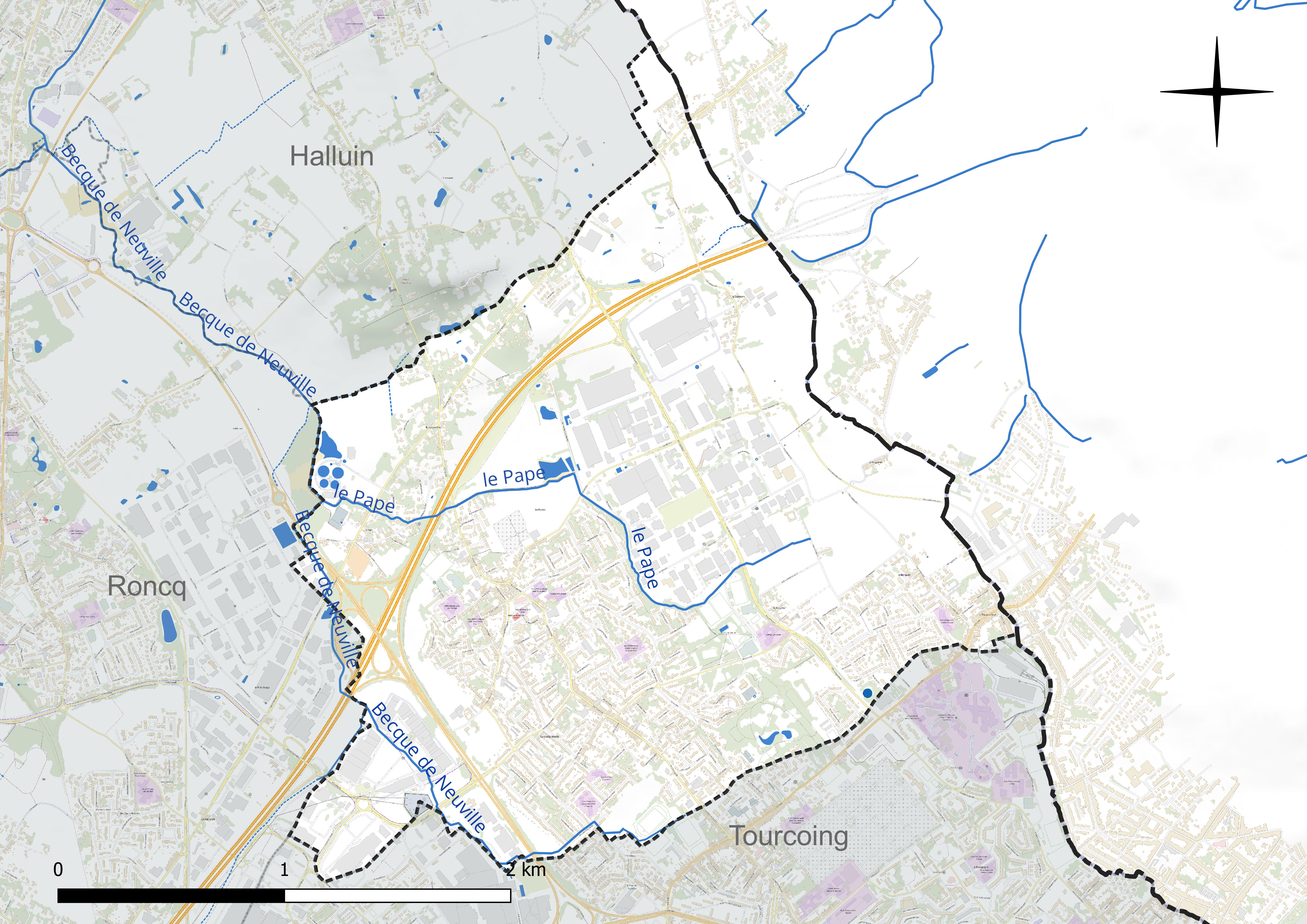
Réseau hydrographique de Neuville-en-Ferrain.

#### Gestion et qualité des eaux
Le territoire communal est couvert par le schéma d'aménagement et de gestion des eaux (SAGE) « Marque Deûle ». Ce document de planification concerne un territoire de 1 120 km2 de superficie, délimité par les bassins versants de la Marque et de la Deûle, formant une vaste cuvette sédimentaire de 40 km de long et de 25 km de large, où la pente est très faible. Le périmètre a été arrêté le 2 décembre 2005 et le SAGE proprement dit a été approuvé le 9 mars 2020. La structure porteuse de l'élaboration et de la mise en œuvre est la Métropole européenne de Lille. 
La qualité des cours d'eau peut être consultée sur un site dédié géré par les agences de l'eau et l'Agence française pour la biodiversité. 

### Climat
Pour des articles plus généraux, voir Climat des Hauts-de-France et Climat du Nord.
En 2010, le climat de la commune est de type climat océanique dégradé des plaines du Centre et du Nord, selon une étude du CNRS s'appuyant sur une série de données couvrant la période 1971-2000. En 2020, Météo-France publie une typologie des climats de la France métropolitaine dans laquelle la commune est exposée à un climat océanique et est dans la région climatique  Nord-est du bassin Parisien, caractérisée par un ensoleillement médiocre, une pluviométrie moyenne régulièrement répartie au cours de l'année et un hiver froid (3 °C). 
Pour la période 1971-2000, la température annuelle moyenne est de 10,7 °C, avec une amplitude thermique annuelle de 14,2 °C. Le cumul annuel moyen de précipitations est de 693 mm, avec 12,1 jours de précipitations en janvier et 9,1 jours en juillet. Pour la période 1991-2020, la température moyenne annuelle observée sur la station météorologique la plus proche, située sur la commune de Lesquin à 18 km à vol d'oiseau, est de 11,3 °C et le cumul annuel moyen de précipitations est de 740,0 mm,. Pour l'avenir, les paramètres climatiques de la commune estimés pour 2050 selon différents scénarios d'émission de gaz à effet de serre sont consultables sur un site dédié publié par Météo-France en novembre 2022.

## Urbanisme

### Typologie
Au 1er janvier 2024, Neuville-en-Ferrain est catégorisée grand centre urbain, selon la nouvelle grille communale de densité à sept niveaux définie par l'Insee en 2022.
Elle appartient à l'unité urbaine de Lille (partie française), une agglomération internationale regroupant 60  communes, dont elle est une commune de la banlieue,,. Par ailleurs la commune fait partie de l'aire d'attraction de Lille (partie française), dont elle est une commune du pôle principal,. Cette aire, qui regroupe 201 communes, est catégorisée dans les aires de 700 000 habitants ou plus (hors Paris),.

### Occupation des sols
L'occupation des sols de la commune, telle qu'elle ressort de la base de données européenne d'occupation biophysique des sols Corine Land Cover (CLC), est marquée par l'importance des territoires artificialisés (76,7 % en 2018), en augmentation par rapport à 1990 (49 %). La répartition détaillée en 2018 est la suivante : 
zones urbanisées (40,8 %), zones industrielles ou commerciales et réseaux de communication (33,1 %), terres arables (23,3 %), espaces verts artificialisés, non agricoles (2,8 %). L'évolution de l'occupation des sols de la commune et de ses infrastructures peut être observée sur les différentes représentations cartographiques du territoire : la carte de Cassini (XVIIIe siècle), la carte d'état-major (1820-1866) et les cartes ou photos aériennes de l'IGN pour la période actuelle (1950 à aujourd'hui).

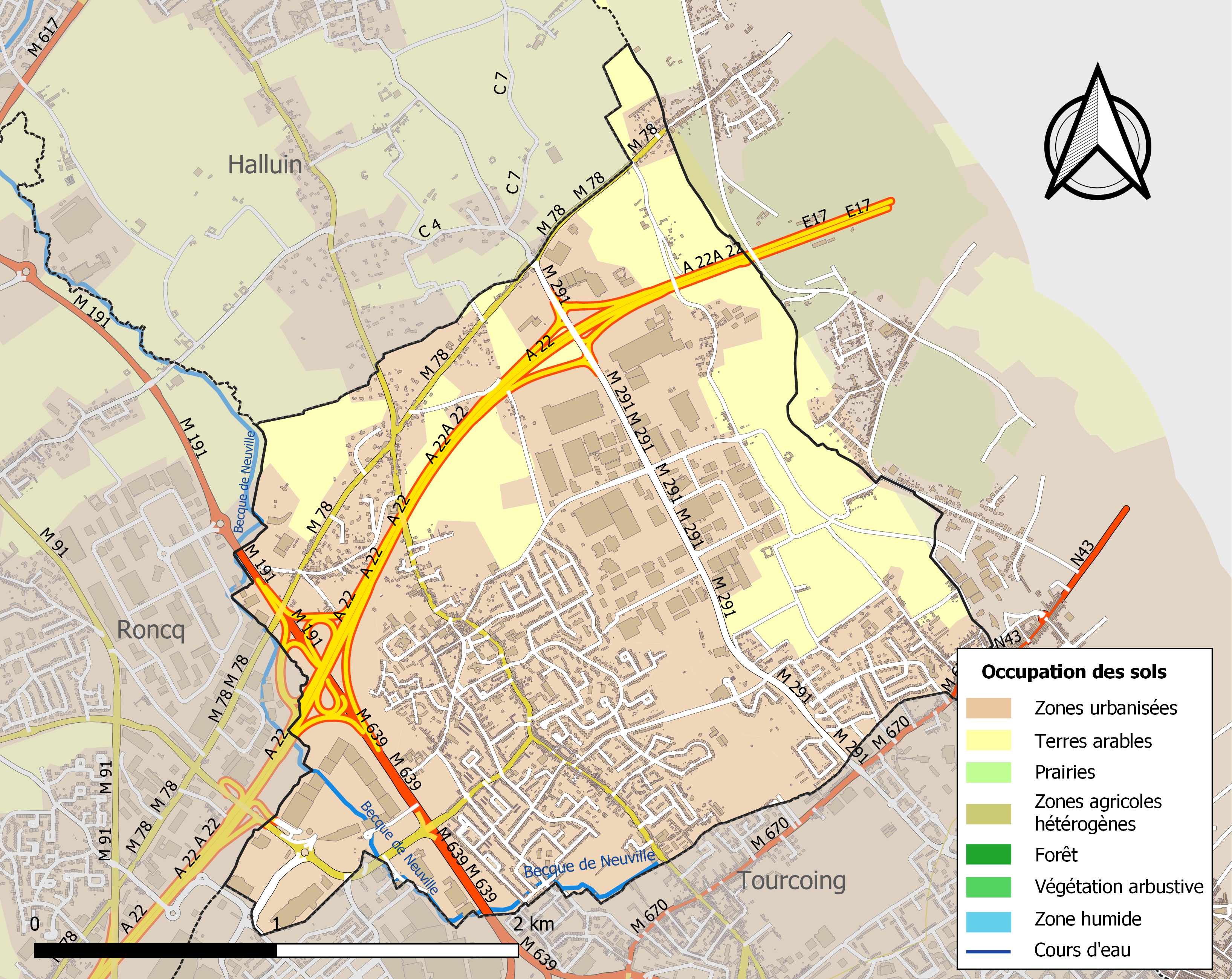
Carte des infrastructures et de l'occupation des sols de la commune en 2018 (CLC).

### Morphologie urbaine
L'ancien village, qui a connu des modifications substantielles au cours des ans, subsiste néanmoins, développé autour du centre-ville et sur les axes menant à la ville voisine, Tourcoing, ou en direction d'Halluin dans la vallée de la Lys.
À partir des années 1960, une majorité des terres agricoles a disparu au profit de nombreux lotissements.
La population est très peu diversifiée.

### Voies de communication et transports
Elle est au cœur d'un important nœud autoroutier comprenant l'A22.
La commune est desservie, en 2023, par les lignes 82, Citadine de Tourcoing, Z1 et par les lignes de transport à la demande 24R et 82R du réseau Ilévia.

## Histoire

### XIesiècleetXIIesiècle
Fondation de la ville due au grand défrichement, aux progrès agricoles et à l'augmentation de la population de la région du Nord.

### XVIIesiècle
En 1609, un acte autorise les  habitants à fabriquer des ouvrages de bourgeterie (fabrication d'étoffe de laine en patois lillois).
Le village devient français en 1668, avec le traité d'Aix-la-Chapelle.

### XVIIIesiècle
Sur Neuville-en-Ferrain, la Hamayde était le siège d'une seigneurie avant la Révolution française. Un des derniers titulaires du fief fut Romain Albert Ingiliard. Romain Albert Ingiliard (1702-1762), fils d'Édouard II Ingiliard, chevalier, seigneur des Wattines sur Linselles, de la Mairie, du Plouich à Pérenchies, de Fromelles, de Maisnil, bourgeois de Lille, et de Marie Catherine de Fourmestraux (1680-1723), est chevalier, seigneur du Plouich, de la Hamayde à Neuville-en-Ferrain. Il nait à Lille en septembre 1702 (baptisé le 30 septembre 1702). Il se destine d'abord à une carrière ecclésiastique : il est chanoine dans la collégiale Saint-Pierre de Lille. Puis il rentre dans la vie civile, devient contrôleur des États de Lille, bourgeois de Lille le 4 avril 1742. Inscrit au rôle des nobles de la province de Flandre par ordonnance du 26 octobre 1742, marguillier de l'église Sainte-Catherine de Lille, il meurt à Lille le 9 novembre 1762, est inhumé dans le chœur de cette église près du buffet des marguilliers. Il épouse à Lille le 21 décembre 1741 Catherine Françoise Cardon (1713-1763), dame du Bourg, fille de Jean-Baptiste, écuyer, seigneur du Bourg, et de Françoise Claire Wullems. Elle nait à Lille en novembre 1713 (baptisée le 16 novembre 1713) et y décéde le 26 février 1763. Elle est enterrée dans l'église Sainte-Catherine, vis-à-vis le chœur, près du pilier de l'adoration. Le couple n'a pas eu d'enfants.
La ville est envahie par les Prussiens en 1792 et en 1793 la bataille de Tourcoing touche la ville. Elle se soldera par une victoire neuvilloise en 1794
La frontière, la contrebande de tabac, pétrole, café, chocolat, dentelles, animaux d'élevage et d'essence se fait de la Belgique vers la France mais aussi en sens inverse du fait de l'interdiction du parfum et de l'alcool en Belgique.

## Politique et administration

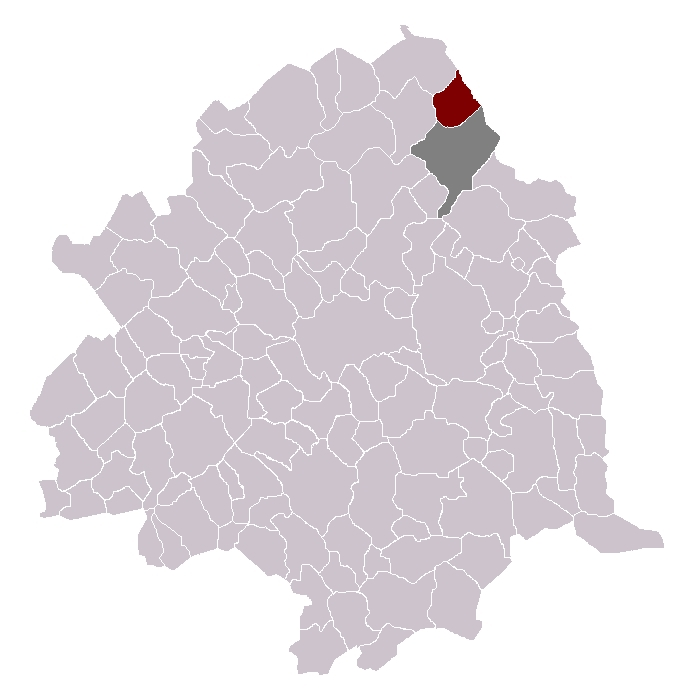
Neuville-en-Ferrain dans son canton et son arrondissement.

### Jumelages
La ville est jumelée avec Offenbach an der Queich en Allemagne depuis 1992. 
Ce jumelage concerne quatre communes regroupées (Offenbach, Bornheim, Hochstadt, Essingen) situées à environ 600 km de Neuville-en-Ferrain, la ville est aussi jumelée avec la communauté rurale Keur Madiabel au Sénégal depuis 2002.
La ville possède aussi une charte d'amitié avec la ville de Sainte-Anne-des-Plaines dans la province de Québec au Canada.

## Population et société

### Démographie

#### Évolution démographique
L'évolution du nombre d'habitants est connue à travers les recensements de la population effectués dans la commune depuis 1793. Pour les communes de plus de 10 000 habitants les recensements ont lieu chaque année à la suite d'une enquête par sondage auprès d'un échantillon d'adresses représentant 8 % de leurs logements, contrairement aux autres communes qui ont un recensement réel tous les cinq ans,.

En 2022, la commune comptait 10 125 habitants, en évolution de −2,37 % par rapport à 2016 (Nord : +0,51 %, France hors Mayotte : +2,11 %).
| 1793  | 1800  | 1806  | 1821  | 1831  | 1836  | 1841  | 1846  | 1851  |
| ----- | ----- | ----- | ----- | ----- | ----- | ----- | ----- | ----- |
| 1 330 | 1 192 | 1 364 | 1 720 | 2 039 | 2 065 | 2 250 | 2 576 | 2 644 |

| 1856  | 1861  | 1866  | 1872  | 1876  | 1881  | 1886  | 1891  | 1896  |
| ----- | ----- | ----- | ----- | ----- | ----- | ----- | ----- | ----- |
| 2 904 | 3 421 | 3 712 | 3 927 | 4 324 | 4 266 | 4 399 | 4 303 | 4 248 |

| 1901  | 1906  | 1911  | 1921  | 1926  | 1931  | 1936  | 1946  | 1954  |
| ----- | ----- | ----- | ----- | ----- | ----- | ----- | ----- | ----- |
| 4 274 | 4 230 | 4 399 | 3 963 | 3 906 | 4 184 | 4 309 | 4 013 | 4 238 |

| 1962  | 1968  | 1975  | 1982  | 1990  | 1999  | 2005  | 2006  | 2011   |
| ----- | ----- | ----- | ----- | ----- | ----- | ----- | ----- | ------ |
| 4 271 | 5 553 | 8 090 | 9 040 | 9 895 | 9 527 | 9 433 | 9 286 | 10 266 |

| 2016   | 2021   | 2022   | - | - | - | - | - | - |
| ------ | ------ | ------ | - | - | - | - | - | - |
| 10 371 | 10 160 | 10 125 | - | - | - | - | - | - |

#### Pyramide des âges
La population de la commune est relativement jeune.
En 2018, le taux de personnes d'un âge inférieur à 30 ans s'élève à 35,9 %, soit en dessous de la moyenne départementale (39,5 %). À l'inverse, le taux de personnes d'âge supérieur à 60 ans est de 24,4 % la même année, alors qu'il est de 22,5 % au niveau départemental.
En 2018, la commune comptait 4 997 hommes pour 5 234 femmes, soit un taux de 51,16 % de femmes, légèrement inférieur au taux départemental (51,77 %).
Les pyramides des âges de la commune et du département s'établissent comme suit.
| Hommes | Classe d’âge | Femmes |
| ------ | ------------ | ------ |
| 0,4    | 90 ou +      | 1,3    |
| 6,9    | 75-89 ans    | 9,2    |
| 14,2   | 60-74 ans    | 16,8   |
| 20,4   | 45-59 ans    | 20,5   |
| 19,0   | 30-44 ans    | 19,4   |
| 17,3   | 15-29 ans    | 15,0   |
| 21,8   | 0-14 ans     | 17,8   |

| Hommes | Classe d’âge | Femmes |
| ------ | ------------ | ------ |
| 0,5    | 90 ou +      | 1,4    |
| 5,3    | 75-89 ans    | 8,1    |
| 14,8   | 60-74 ans    | 16,2   |
| 19,1   | 45-59 ans    | 18,4   |
| 19,5   | 30-44 ans    | 18,7   |
| 20,7   | 15-29 ans    | 19,1   |
| 20,2   | 0-14 ans     | 18     |

### Enseignement
Neuville-en-Ferrain fait partie de l'académie de Lille. Il y a plusieurs établissements scolaires :
- Collège Jules-Verne.
- Collège Saint-Joseph (privé).
- École Saint-Joseph (privé)
- École primaire Sacré-cœur (privé).
- Groupe scolaire Lacordaire (privé).
- Groupe scolaire européen Lamartine.
- Groupe scolaire Ambroise-Paré.
- Groupe scolaire Camille-Claudel.

### Sports
La ville a une intense activité sportive (football, handball, tennis, tennis de table, basket-ball, taekwondo, judo, karaté...).
Le handball notamment est bien représenté : l'équipe féminine des moins de 15 ans de l'amicale laïque a été sacrée championne d'excellence départementale.
ses seniors À évoluent en division d honneur

## Économie
Jusque dans les années 1880 le tissage à domicile domine, puis il est remplacé par le travail à l'usine. Actuellement[Quand ?], l'activité est dominée par l'industrie et le commerce de gros (présence d'une zone industrielle directement accessible depuis l'autoroute, sur l'axe Lille-Gand). Le commerce y est actif.

## Culture locale et patrimoine

### Lieux et monuments

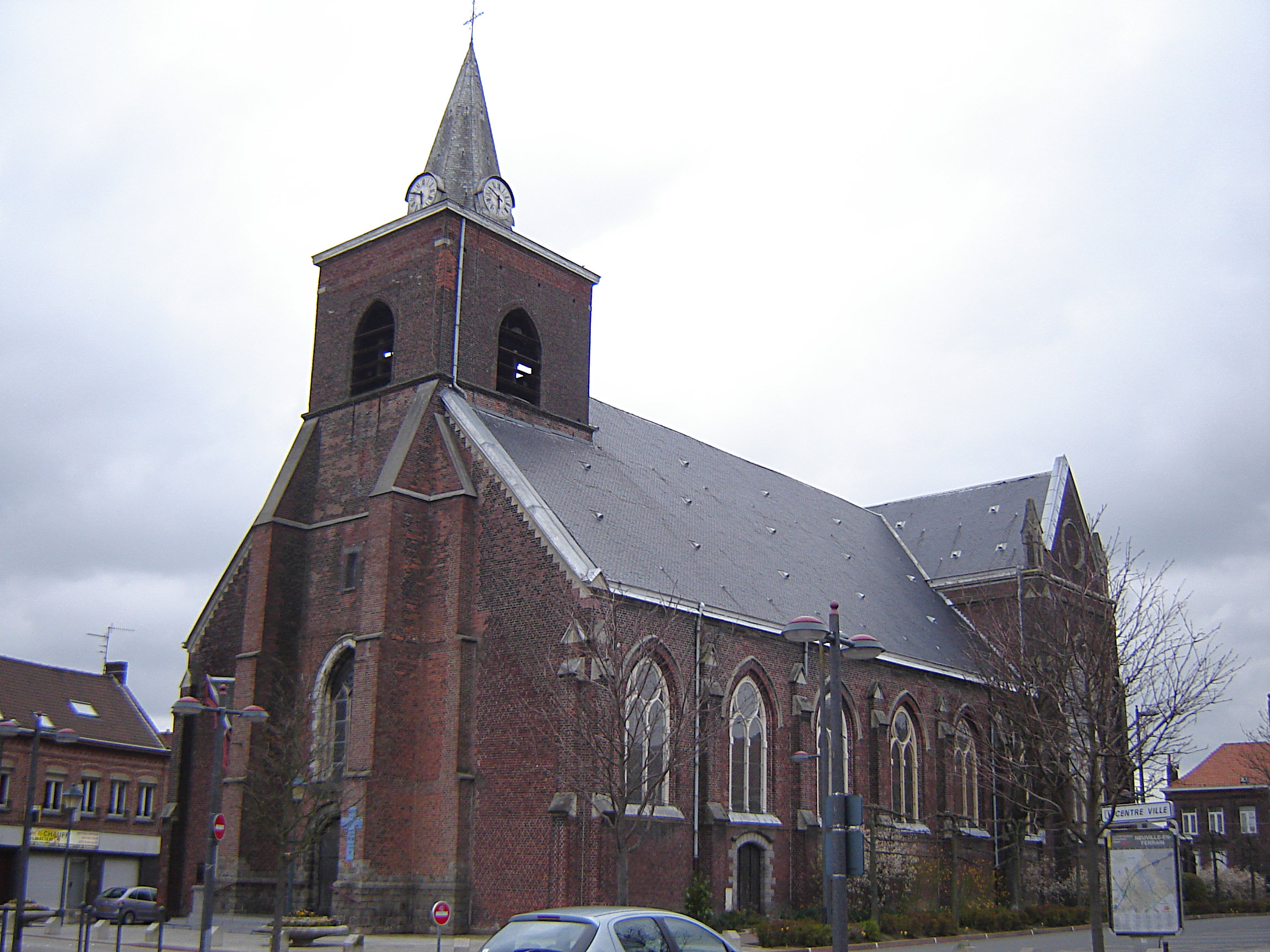
Église Saint-Quirin.

- L'église Saint-Quirin (1500), en centre-ville. Elle est fermée en 1793 par le gouvernement révolutionnaire, démolie puis reconstruite entre 1860 et 1873. Elle est aussi occupée durant les deux guerres mondiales.
- Le presbytère, près de l'église Saint-Quirin, demeure l'un des bâtiments remarquables de la commune. De construction XVIIIe siècle, il a subi plusieurs remaniements ; un « jardin de curé » subsiste à l'arrière, ultime morceau de jardins plus vastes que les plans de conception d'époque dessinent à la française. La façade est surélevée par rapport à la rue et dessine une espèce de quai ; cette élévation rappelle que par le passé, le presbytère était entouré d'une douve emplie d'eau.
- La ferme du vert bois (XIXe siècle), qui est un exemple de ferme que l'on peut trouver un peu partout dans le Ferrain.
- Les maisons de tisserands, qui datent du milieu du XIXe siècle. Elles servaient de lieu de travail et d'habitation.
- L'église Sainte-Thérèse 1928, dans le quartier du Risquons-Tout (lieu-dit « Le Berquier ») limitrophe de la ville de Mouscron (Belgique), église créée pour faciliter l'accès des paroissiens à la messe, l'église de Neuville se situant à trente minutes de marche à pied.Ce quartier de NEUVILLE EN FERRAIN lieu de passage avec la ville de Mouscron en Belgique possédait un poste de douane important créé en 1815
- Le Bourloire du cercle Saint-Joseph, 20, place Roger-Salengro, inscrit à l'inventaire des monuments historiques depuis 2006[25].

Il y avait, jusqu'à récemment, la ferme des Caudreleux construite au Moyen Âge et qui a été rasée en 2001 afin de laisser place à des terrains de tennis et à un espace public paysager. De l'ancienne ferme, subsiste le pont (rénové) enjambant une partie de la douve se trouvant originellement à l'arrière des bâtiments, auquel on accédait par un étroit passage entre le corps de logis et les bâtiments agricoles. Il reste aussi, isolé dans un espace herbeux, l'un des piliers de l'entrée de la cour, couvert de lierre.
Une autre ferme remarquable a disparu ; située au lieu-dit « Le petit Menin », limitrophe de la commune de Roncq, on y accédait par un chemin pavé conduisant du quartier des Orions, à Tourcoing, vers le centre du village. Elle a été rasée après le rachat des terrains en vue de l'extension d'un centre commercial proche. Le porche, de construction estimée XVIIe siècle, conservait dans sa partie intérieure sa conception originelle dite « en rouges barres », alternance de lits de briques et de moellons calcaires. Un chaînage de grès ourlait l'entrée principale vers la cour intérieure. La façade du porche supportait une fleur de lys métallique sertie dans la brique, de même que le blason des Preud'homme d'Ailly, seigneurs de Neuville durant près de deux siècles (écu de sinople -vert- portant un aigle écartelé d'argent becqué et membré de gueules-bec et serres de couleur rouge. L'écu était surmonté d'un tortil, couronne baronnale autour de laquelle était passé en spirale un collier de perles).

### Patrimoine culturel
- Le Géant Honoré de Noefville, la Géante Mélodie, et le Géant Cocochico
- Il existe un festival de la biographie qui a toujours lieu le dernier week-end de septembre.
- Les fêtes d'été : les feux de la Saint-Jean (fin juin), la fête des craquelins (début juillet), le 14 juillet.
- Un marché aux puces le 1er mai dans le centre-ville et un autre au Risquons-Tout début septembre.
- Un orchestre d'harmonie s'appelant " La Renaissance".

### Équipement culturel
- Une bibliothèque associative Bibliothèque pour tous (les anciennes bibliothèques paroissiales).
- Il y a aussi à Neuville-en-Ferrain, une école de musique et des ateliers d'arts plastiques.

### Personnalités liées à la commune
Noel Liétaer, (1908-1941) footballeur français, né à Neuville-en-Ferrain
Pierre Michelin, (1937-) footballeur français, né à Neuville-en-Ferrain
Robert Desmettre, (1901-1936) champion olympique de Waterpolo, né à Neuville-en-Ferrain
Aymeric Lompret, (1988-) humoriste qui a passé toute sa scolarité à Neuville-en-Ferrain

### Héraldique
|  | Les armes de Neuville-en-Ferrain se blasonnent ainsi : « D'or à trois bandes de gueules ». |

## Pour approfondir